# 小川町七夕まつり
小川町七夕まつり（おがわまちたなばたまつり）は、埼玉県比企郡小川町で開催される 祭り
。

## 概要
毎年、埼玉県中西部・小川盆地にある小川町の市街地一円で開催される七夕祭りで、伝統のある小川和紙をふんだんに使用した飾り付け が特徴。

イベント内容
- 竹飾りコンクール
- 風景・モデル撮影会[4]
- 小川七夕おどり
- 小川七夕よさこい踊り
- 花火大会

ほか20余り

## 沿革
- 2014年（平成26年） - 第66回 民家の屋根から飛び出したゴジラが注目を集めるなどした[5]。
- 2015年（平成27年） - 第67回　開催

## 会場
- 〒355-0328 埼玉県比企郡小川町大塚界隈

## 主催
- 小川町七夕まつり実行委員会（小川町・小川町商工会・小川町観光協会）

## 期間
- 毎年 :7月末前後の土曜日・日曜日

（2015年の場合、7月26日・7月27日）

## 駐車場・交通規制
無料:市街地での開催のため駐車場に限りがある。
- 小川小学校校庭臨時駐車場300台
- 町有地臨時駐車場100台
- 小川町役場職員駐車場150台
- 八幡台駐車場70台など

## アクセス
- 東武東上線、JR八高線小川町駅より徒歩約5分

## 周辺
- 高見城
- 埼玉伝統工芸会館